# Pseudocordylus melanotus
Pseudocordylus melanotus — вид ящірок родини поясохвостів (Cordylidae). Мешкає в Південній Африці.

## Поширення і екологія
Pseudocordylus melanotus мешкають в Драконових горах на сході Південно-Африканської Республіки, на більшій частині Лесото і заході Есватіні. Вони живуть на високогірних луках, часто вкритих туманами, та в тріщинах серед скель, на висоті від 1100 до 3200 м над рівнем моря.